# Skot
Skot är en lina fäst i seglets skothorn (det aktra nedre hörnet av seglet), på råsegel i dess båda nedre hörn, med vilket man reglerar seglets ställning i förhållande till vinden. På råsegel används också brassar för samma ändamål. Brassarna är i motsats till skoten fästa i rårna. 
Skoten benämns efter vilket segel de sitter på, till exempel fockskot och storskot. 
Vid bidevind anhalas seglet med skotet nära centerlinjen, vilket kallas att skota seglet,  medan seglet i akterlig vind släpps ut åt sidan.